# Верёвка из песка (фильм)
«Верёвка из песка» (англ. Rope of Sand) — американский приключенческий фильм 1949 года, снятый режиссёром Уильямом Дитерле и спродюсированный Хэлом Уоллисом. Уолтер Дониджер получил номинацию на премию «Золотой глобус» за сценарий к фильму. Изначально он писался в расчёте на то, что главные роли исполнят звёзды «Касабланки» Хамфри Богарт и Ингрид Бергман, однако их экранное воссоединение не состоялось, зато из актёрского состава «Касабланки» в новом фильме были задействованы Пол Хенрейд, Клод Рейнс и Петер Лорре. Берт Ланкастер, утверждённый на главную роль вместо Богарта, в процессе съёмок часто спорил с Дониджером относительно сценария, а после выхода фильма назвал его самым неприятным в своей карьере. Главную женскую роль исполнила французская актриса Коринн Кальве, для которой этот фильм стал дебютом в Голливуде.
Сюжет «Верёвки из песка» строится вокруг противостояния американского авантюриста и жестокого сотрудника добывающей компании, которые стремятся заполучить алмазы в Южной Африке. Поднятые в фильме темы жадности, жестокости и секса были раскритикованы цензорами. Критики же отмечали отличный актёрский ансамбль, в особенности игру Ланкастера и Хенрейда, обращая при этом внимание, что все персонажи в фильме малоприятны.

## Сюжет
В удалённом районе Юго-Западной Африки охотник и проводник Майк Дэвис натыкается на россыпь алмазов и прячет их в укромном месте. Фогель, начальник службы безопасности добывающей алмазы компании, пытками пытается выяснить у Дэвиса, где он спрятал алмазы, но тот не раскрывает секрета. Тогда владелец компании, Мартингейл, решает сменить тактику — он нанимает красивую женщину Сюзанну Рено, которая должна соблазнить Дэвиса и выведать у него местоположение алмазов. Сам же Дэвис рассчитывает пробраться на место, где ведётся добыча, забрать алмазы и сбежать в Анголу.

## В ролях
- Берт Ланкастер — Майк Дэвис
- Пол Хенрейд — Пол Фогель
- Клод Рейнс — Артур Мартингейл
- Петер Лорре — Тоади
- Коринн Кальве — Сюзанна Рено
- Сэм Джаффе — доктор Фрэнсис Хантер
- Джон Бромфилд — Томпсон
- Майк Мазурки — Пирсон
- Кенни Вашингтон — Джон
- Гарри Кординг — охранник (в титрах не указан)